# Cineraria
Cineraria é um género botânico pertencente à família Asteraceae.